# Arctosa meinerti
Arctosa meinerti là một loài nhện trong họ Lycosidae.
Loài này thuộc chi Arctosa. Arctosa meinerti được Tord Tamerlan Teodor Thorell miêu tả năm 1875.